# Leon Marszałek

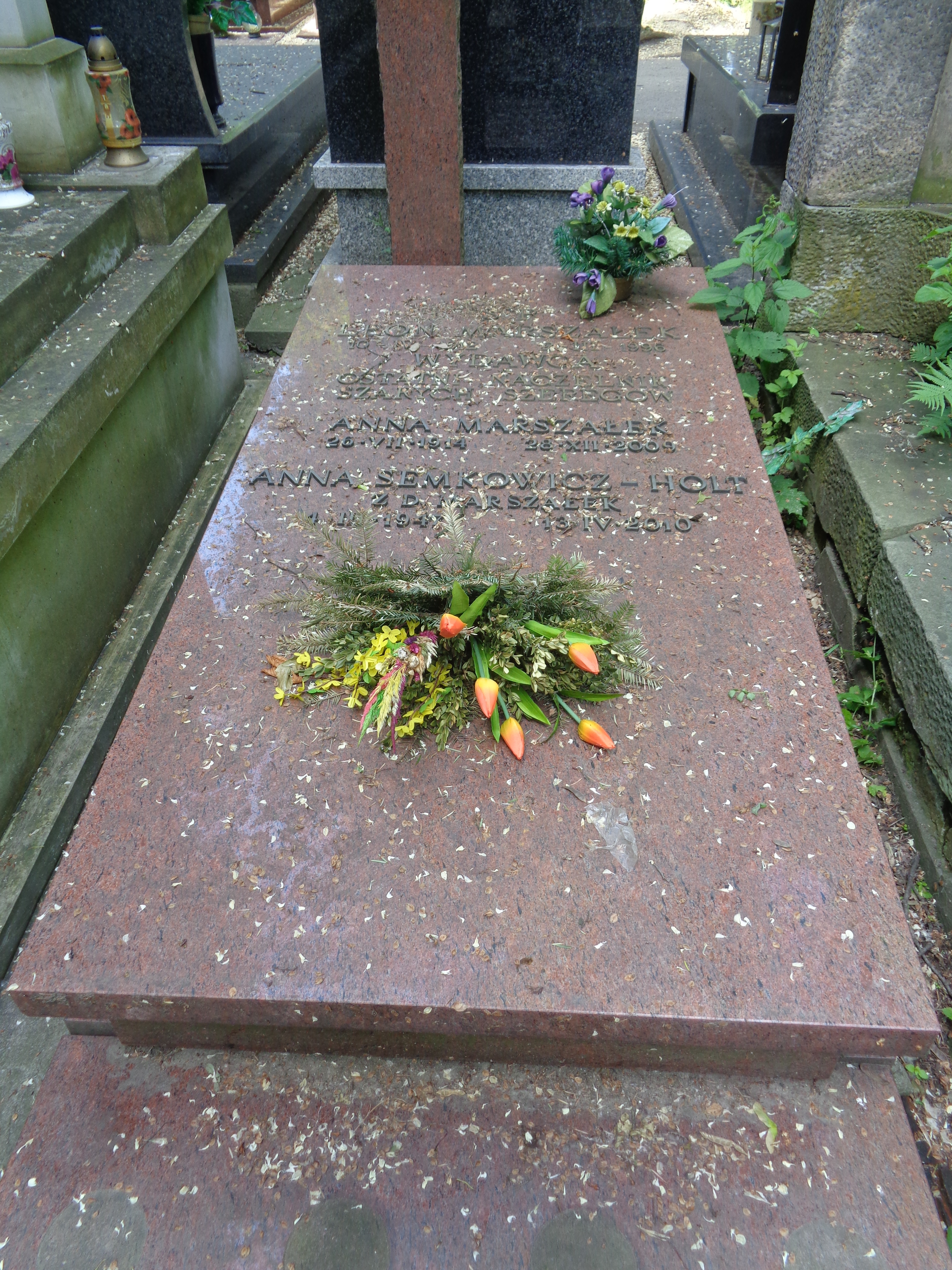
Grób Leona Marszałka, Anny Marszałek i Anny Semkowicz-Holt na cmentarzu Powązkowskim w Warszawie

Leon Marszałek, ps. Adam, Paweł, Jan, Andrzej Brzoza, Żwawy Szpak (ur. 10 kwietnia 1912 w Poznaniu, zm. 2 marca 1996 w Warszawie) – polski prawnik, działacz spółdzielczości, wydawca, podporucznik, instruktor harcerski Związku Harcerstwa Polskiego, harcmistrz, ostatni naczelnik Szarych Szeregów (1944–1945).

## Życiorys

### Dzieciństwo i młodość
Urodził się 10 kwietnia 1912 r. w Poznaniu, w rodzinie Adama (1870–1933) – zecera i korektora w Drukarni Św. Wojciecha oraz Bogumiły z Ofierzyńskich (1874–1950). W 1922 r. rozpoczął naukę w Gimnazjum św. Marii Magdaleny w Poznaniu i wstąpił do działającej przy tej szkole 15 Poznańskiej Drużyny Harcerzy (PDH) im. Romualda Traugutta, w której przeszedł wszystkie szczeble harcerskie – do funkcji drużynowego włącznie. W lipcu 1929 r. wraz z drużyną uczestniczył w II Zlocie Narodowym w Poznaniu. W 1930 r. zdał maturę i podjął studia na Wydziale Prawno-Ekonomicznym Uniwersytetu Poznańskiego. Studia ukończył w 1934 r. uzyskując dyplom magistra prawa.
W latach 1930–1934 aktywnie działał w Akademickim Kole Harcerskim (AKH) im. Heliodora Święcickiego, odgrywającego znaczącą rolę w ZHP, szczególnie w ruchu starszoharcerskim. W roku akademickim 1932/1933 pełnił funkcję prezesa AKH. W 1932 r. ukończył kurs podharcmistrzowski i 4 lutego tego roku otrzymał stopień podharcmistrza. W latach 1932–1933 wchodził w skład komitetu redakcyjnego czasopisma harcerskiego „Czuj Duch” ukazującego się w Poznaniu. W Komendzie Poznańskiej Chorągwi Harcerzy pełnił funkcję kierownika Referatu Prasy (1931–1932) i Wydziału Starszoharcerskiego (1933–1934). W sierpniu 1934 r. uczestniczył w I Zlocie Starszego Harcerstwa w Żabiem na Huculszczyźnie, gdzie nadano mu imię totemowe Żwawy Szpak.
Od listopada 1934 do września 1939 r. mieszkał w Katowicach, gdzie pracował w Śląskiej Chorągwi Harcerzy i współpracował z Działem Zagranicznym Naczelnictwa ZHP, kierowanym przez hm. Henryka Kapiszewskiego. W latach 1935–1936 był hufcowym Hufca Harcerzy w Katowicach. W 1935 r. brał udział w Jubileuszowym Zlocie Harcerstwa Polskiego w Spale oraz jako członek polskiej delegacji w Jubileuszowym Zlocie Skautów Jugosłowiańskich w Belgradzie. W 1936 r. został przybocznym przewodniczącego ZHP Michała Grażyńskiego oraz jego sekretarzem jako wojewody śląskiego. 10 maja 1937 r. został mianowany harcmistrzem.
Od 1936 r. utrzymywał systematyczne kontakty z polskim harcerstwem w Niemczech, m.in. odwiedzał tamtejsze drużyny, wizytował obozy oraz uczestniczył w zebraniach Naczelnictwa ZHP w Niemczech. Jako sekretarz wojewody śląskiego był zmuszony przekraczać granicę nielegalnie. Wizytował również główne ośrodki harcerskie na terenie Francji. W 1937 i 1938 r. gościł przez kilka tygodni kolejno Naczelnika ZHP w Niemczech hm. Józefa Kachla oraz Naczelnika ZHP we Francji hm. Antoniego Drągowskiego. W 1937 r. był zastępcą komendanta Śląskiej Chorągwi Harcerzy i uczestniczył w V Światowym Jamboree Skautowym w Vogelenzang w Holandii oraz odwiedzał ośrodki polskiego harcerstwa w Belgii. Na krótko przed wybuchem II wojny światowej przeszedł do pracy w Komitecie Przemysłu Węglowego, w sierpniu 1939 r. przekształconym w Naczelną Organizację Przemysłu Węglowego.

### Okupacja niemiecka
Od 1940 r. przebywał w Warszawie, gdzie został członkiem Szarych Szeregów i podjął półkonspiracyjną pracę w Spółdzielni Spożywców „Społem”, będąc stałym łącznikiem z Delegaturą Rządu na Kraj. Był doradcą naczelnika Szarych Szeregów hm. Floriana Marciniaka i należał do jego najbliższych współpracowników. Na polecenie Floriana Marciniaka prowadził rozmowy z jezuitą o. Tomaszem Rostworowskim na temat połączenia Szarych Szeregów z Harcerstwem Narodowym znanym pod swym konspiracyjnym kryptonimem „Hufce Polskie”. Rozmowy te nie dały jednak oczekiwanych rezultatów.
W 1940 r. wspólnie ze Stanisławem Berezowskim i Florianem Marciniakiem napisał broszurę pt. Manifest młodego pokolenia zawierającą deklarację programową Szarych Szeregów, opublikowaną konspiracyjnie przez Główną Kwaterę Szarych Szeregów „Pasiekę”. Opracował wstępną koncepcję kształcenia starszyzny, realizowaną później w formie kursów podharcmistrzowskich o kryptonimie „Szkoła za lasem”. W 1942 r. w ramach akcji „M” polegającej na oddziaływaniu wychowawczemu na młodzież niezorganizowaną uczestniczył w redagowaniu Katechizmu M – kodeksu postępowania młodego Polaka w okupowanym kraju.
W końcu 1942 r. objął funkcję inspektora okręgów w Kierownictwie Walki Cywilnej (organie Polskiego Państwa Podziemnego utworzonym wspólnie przez Delegaturę Rządu na Kraj i Armię Krajową). W 1943 r. wszedł w skład komisji powołanej przez Naczelnictwo Szarych Szeregów, która na zebraniu w dniu 12 maja 1943 r. dokonała faktycznej nominacji hm. Stanisława Broniewskiego na naczelnika Szarych Szeregów. 1 listopada 1943 r. został aresztowany przez Gestapo w związku z wcześniejszym zatrzymaniem sekretarza Kierownictwa Walki Cywilnej „Wosińskiego”. Zwolniony z aresztu w grudniu 1943 r. Zimą na przełomie 1943/1944 wszedł formalnie w skład ścisłej Głównej Kwatery Szarych Szeregów „Pasieki” jako przewodniczący powołanej wówczas Rady Programowej przy Naczelniku Harcerzy. Celem Rady Programowej Szarych Szeregów było ugruntowanie dokonywanego procesu scalania harcerstwa i opracowanie koncepcji powojennej odbudowy ZHP.
W czasie powstania warszawskiego został mianowany przez płk. dypl. Antoniego Chruściela „Montera” komendantem Wojskowej Służby Społecznej (WSS), której podległo m.in. zaopatrzenie ludności w żywność i wodę, służby sanitarne i opieka nad rannymi oraz informacja i poczta. Działał w I Obwodzie „Radwan” (Śródmieście) Warszawskiego Okręgu Armii Krajowej. Działalność WSS, złożonej głównie z harcerek i harcerzy, opisał w pracy zbiorowej pt. Ludność cywilna w Powstaniu Warszawskim.
W chwili upadku powstania warszawskiego (2 października 1944 r.) na wniosek Stanisława Broniewskiego, decyzją Naczelnictwa następnie zatwierdzoną przez p.o. przewodniczącego ZHP Tadeusza Kupczyńskiego i wiceprzewodniczącą Wandę Opęchowską został mianowany Naczelnikiem Szarych Szeregów (Stanisław Broniewski wraz z trzonem Głównej Kwatery „Pasieki” poszedł do niewoli niemieckiej). W połowie października 1944 r. odbudował Główną Kwaterę Szarych Szeregów w Krakowie. Za pośrednictwem szefa Biura Informacji i Propagandy KG ZWZ-AK Kazimierza Moczarskiego nawiązał kontakt z Komendą Główną Armii Krajowej i z jego inicjatywy przygotował materiały uzasadniające wniosek o przyznanie Szarym Szeregom Orderu Virtuti Militari, do czego jednak ostatecznie nie doszło.
Kazimierz Moczarski umożliwił Leonowi Marszałkowi kontakt z gen. Leopoldem Okulickim „Niedźwiadkiem”. W grudniu 1944 r. po spotkaniu z „Niedźwiadkiem” w Częstochowie Marszałek uzyskał pełną akceptację rozwiązania organizacji „Szare Szeregi” w momencie wkraczania wojsk radzieckich i polskich do kraju. W styczniu 1945 r. na odprawie w Krakowie decyzja ta została jednomyślnie zaakceptowana przez komendantów „uli” Szarych Szeregów. 3 stycznia 1945 r. „Jan” wydał ostatni rozkaz naczelnika Szarych Szeregów – L. 3/45, nakazujący rozwiązanie struktur Szarych Szeregów w miarę wypierania Niemców z terenu kraju. Po rozwiązaniu Szarych Szeregów Leon Marszałek zakończył swoją służbę w ZHP.

### Działalność powojenna
Po zakończeniu wojny w 1945 r. przeniósł się do Łodzi i do 1951 r. pracował w spółdzielczości, pełniąc szereg funkcji, m.in. wiceprezesa Centralnego Związku Spółdzielczego (1948–1951) oraz redaktora naczelnego „Przeglądu Spółdzielczego”, jest także wykładowcą spółdzielczości w Szkole Głównej Handlowej w Warszawie. Po powrocie do Warszawy pracował w Państwowym Wydawnictwie Naukowym (PWN) (1951–1969). Współtworzył zespół redakcyjny i warsztat edytorski pierwszych w powojennej Polsce encyklopedii powszechnych, kierował zespołem redakcyjnym encyklopedii i słowników (1959–1969), w tym jako redaktor naczelny (1965–1969). W latach 1959–1969 kierował pracami nad Wielką Encyklopedią Powszechną PWN. W latach 1972–1978 pełnił funkcję I zastępcy dyrektora Biblioteki Narodowej w Warszawie. W latach 1988–1990 był redaktorem naczelnym czasopisma „Editor”. Zajmował się dydaktyką i pracą naukową, m.in. był kierownikiem Studium Spółdzielczego w Szkole Głównej Handlowej w Warszawie (1947–1949), zastępcą profesora na Wydziale Dziennikarstwa Uniwersytetu Warszawskiego (1955–1957), kierownikiem Studium Spółdzielczego dla Pracujących przy Towarzystwie Wolnej Wszechnicy Polskiej w Warszawie (1960–1966) oraz wykładowcą edytorstwa na UW (1969–1976).
Pracę zawodową łączył z pracą społeczną. Od 1959 r. należał do Polskiego Towarzystwa Wydawców Książek (PTWK). W latach 1967–1970 pełnił funkcję prezesa Zarządu Głównego, a następnie przewodniczącego Komisji Historycznej i autorem opracowania dotyczącego historii PTWK. W 1979 r. został członkiem honorowym PTWK.
Zmarł 2 marca 1996 r. w Warszawie i został pochowany na Cmentarzu Powązkowskim w Warszawie (kw. 53-5-4).

### Życie prywatne
W 1939 r. Leon Marszałek zawarł związek małżeński z Anną Dudziak (ur. 1914) nauczycielką, harcerką I Żeńskiej Drużyny Harcerskiej w Krakowie, drużynową 16 Żeńskiej Drużyny Harcerskiej w Katowicach. Miał syna Rafała (ur. 1940) doktora nauk humanistycznych, krytyka i historyka filmu oraz córkę Annę (1947–2010) socjologa, dziennikarkę radiową i telewizyjną.

## Twórczość
- Publikacje leksykalne, Warszawa 1973.
- Biblioteka Narodowa w Warszawie, Biblioteka Narodowa, Warszawa 1982.
- Edytorstwo publikacji naukowych, Państwowe Wydawnictwo Naukowe, Warszawa 1986, ISBN 83-01-06082-4.
- Skauting światowy : mały informator, Gebethner i Ska, Warszawa 1991, ISBN 83-85205-05-5.
- Paszport do świata, seria Mój konik, Młodzieżowa Agencja Wydawnicza, Warszawa 1986, ISBN 83-203-2070-4.
- Podstawowe wiadomości z edytorstwa i księgarstwa, Centrum Ustawicznego Kształcenia Bibliotekarzy, Warszawa 1988, ISBN 83-00-02389-5.

## Ordery i odznaczenia[2]
- Krzyż Komandorski Orderu Odrodzenia Polski
- Krzyż Oficerski Orderu Odrodzenia Polski
- Krzyż Kawalerski Orderu Odrodzenia Polski (25 listopada 1947)[7]
- Krzyż Walecznych (1944)
- Srebrny Krzyż Zasługi (1938)
- Medal 10-lecia Polski Ludowej (15 stycznia 1955)[8]
- Odznaka „Zasłużony Działacz Kultury”
- Odznaka „Zasłużony Działacz Ruchu Spółdzielczego”
- nagroda I stopnia Naczelnej Rady Spółdzielczej za książkę "Spółdzielczość" (1975; napisana wraz z Józefem Gójskim)[9]